# (10181) Davidacomba
(10181) Davidacomba est un astéroïde de la ceinture principale.

## Description
(10181) Davidacomba est un astéroïde de la ceinture principale. Il fut découvert le 26 mars 1996 à Prescott par Paul G. Comba. Il présente une orbite caractérisée par un demi-grand axe de 2,21 UA, une excentricité de 0,10 et une inclinaison de 5,3° par rapport à l'écliptique.

## Compléments